# Елина, Елена
Елена Владимировна Елина (укр. Олена Володимирівна Єліна; род. 18 декабря, по другим данным 12 декабря 1949) — советская и украинская шахматистка, чемпионка Украинской ССР (1973), мастер спорта.

## Биография
Преподавательница в ДГУ. В 1973, представляя на соревнованиях Днепропетровск, победила на чемпионате УССР. В 1978 на VII командной Спартакиаде Украинской ССР, проходившей в Сумах, команда с её участием заняла второе место. В 1988 сборная ДГУ приняла участие в командном кубке ЦШК СССР по заочным шахматам, в 1988 команда преподавателей выиграла Спартакиаду сотрудников высших учебных заведений. После распада СССР на соревнованиях представляет Украину.

## Семья
Муж — мастер спорта по шахматам Виктор Владимирович Гуревич (1945 — 2004).